# Agave impressa
Agave impressa là một loài thực vật có hoa trong họ Măng tây. Loài này được Gentry mô tả khoa học đầu tiên năm 1982.